# ناتالیا ایوانوا (بازیکن فوتبال)
ناتالیا ایوانوا (قزاقی: Наталья Иванова؛ زادهٔ ۱۱ دسامبر ۱۹۷۹) بازیکن فوتبال اهل قزاقستان است.
وی همچنین در تیم ملی فوتبال زنان قزاقستان بازی کرده‌است.